# Włodzimierz Sady
Włodzimierz Jakub Sady (ur. 26 lipca 1946 w Porąbce Uszewskiej) – polski naukowiec specjalizujący się w zakresie ogrodnictwa, profesor nauk rolniczych, nauczyciel akademicki, rektor Uniwersytetu Rolniczego im. Hugona Kołłątaja w Krakowie w kadencjach 2012–2016 i 2016–2020.

## Życiorys
Absolwent inżynierii ogrodnictwa na Akademii Rolniczej w Krakowie. Stopień naukowy doktora uzyskał w 1977, habilitował się w 1987. W 1996 otrzymał tytuł profesora nauk rolniczych.
Od 1972 zawodowo związany z Akademią Rolniczą i następnie Uniwersytetem Rolniczym w Krakowie. W 2004 objął stanowisko profesora zwyczajnego. W 1991 został kierownikiem Katedry Uprawy Roli i Nawożenia Roślin Ogrodniczych. Był dziekanem Wydziału Ogrodniczego (2002–2005), następnie do 2012 prorektorem ds. dydaktycznych i studenckich. W 2012 został wybrany na rektora tej uczelni, a w 2016 uzyskał reelekcję na drugą czteroletnią kadencję.
Specjalizuje się w zagadnieniach z zakresu uprawy i nawożenia roślin ogrodniczych, żywienia mineralnego roślin oraz wzbogacania produktów rolnych w pierwiastki śladowe.
Został członkiem rady naukowej „Acta Scientarum Polonorum” oraz pisma „Episteme”. Zasiadał w zarządzie głównym Polskiego Towarzystwa Nauk Ogrodniczych (1999–2006) oraz Komisji Nauk Rolniczych i Leśnych Polskiej Akademii Nauk (2002–2006).

## Odznaczenia i wyróżnienia
Odznaczony Złotym Krzyżem Zasługi (2014) oraz Medalem Komisji Edukacji Narodowej (2010). Wyróżniony tytułami doktora honoris causa Lwowskiego Narodowego Uniwersytetu Rolniczego (2015) i Słowackiego Uniwersytetu Rolniczego w Nitrze (2017).